# Lighthouse Family
Lighthouse Family est un groupe de musique pop et Easy listening britannique actif de 1993 à 2003.

## Historique
Le groupe est originaire de Newcastle upon Tyne et se compose du chanteur Tunde Baiyewu et du pianiste Paul Tucker. Les membres se sont rencontrés à l'université et forment Lighthouse Family en 1993. Leur premier succès date de 1995 avec l'album Ocean Drive qui fut un grand succès au Royaume-Uni avec 1.8 million d'exemplaires vendus. Ils se font dès lors connaître également en Europe.
Lighthouse Family se sépare en 2003 et les deux membres poursuivent alors des projets en solo.
Le groupe se reforme en 2019 et sort l'album Blue Sky in Your Head et se sépare enfin en 2022.

## Discographie
- 1995 : Ocean Drive
- 1997 : Postcards from Heaven
- 2001 : Whatever Gets You Through the Day
- 2002 : Greastest Hits
- 2003 : The Very Best of Lighthouse Family
- 2004 : Relaxed & Remixed
- 2019 : Blue Sky in Your Head